# Icona de la Trinitat
La icona de la Trinitat (en rus Троица, Troitsa), també anomenada Trinitat de Rubliov, és una icona de la Santíssima Trinitat, atribuïda al rus Andrei Rubliov, del segle xv. És la seva obra més coneguda, i hom la considera una de les fites de l'art rus i una de les icones més venerades de l'Església Ortodoxa. Representa els tres àngels que van visitar Abraham a l'alzina de Mambré (vegeu, Gènesi 18,1-15), però el quadre està ple de simbolisme i ha estat interpretat com la icona de la Santíssima Trinitat. L'original es troba actualment a la Galeria Tretiakov de Moscou.
Poc es coneix sobre la història de la Trinitat, els científics només poden fer suposicions. Tot i que l'autoria de Rublev es posa en dubte a vegades. Diferents fonts ha establert la data de la seva creació entre 1408-1425, 1422-1423 o 1420-1427. La versió oficial dels Estats 1.411 o 1425-27. El 1575 Ivan el Terrible va ordenar decorar-lo amb or, acció renovada el 1600 pel tsar Borís Godunov. Va ser encarregat en honor Sergi de Ràdonej, abat de la Laura de la Santíssima Trinitat i Sant Sergi, prop de Moscou. L'iconòstasi de la catedral d'aquest monestir conserva dues còpies de la icona realitzades entre 1598-1600 i entre 1926-1928.
La composició de la icona forma un cercle harmoniós. Està pintada amb un traç delicat, i les tres figures presenten un aspecte melangiós i místic. Amb una gran bellesa de colors, destaca el blau que confereix caràcter diví als àngels.